# David Lensi
David Lensi est un joueur italien de volley-ball, né le 10 novembre 1995 à Città di Castello. Il mesure 1,75 m et joue libero.

## Clubs
| Club                        | De        | À |
| --------------------------- | --------- | - |
| Pallavolo Città di Castello | 2011-2012 | … |

## Palmarès
Néant.